# Dolmen von Dombate

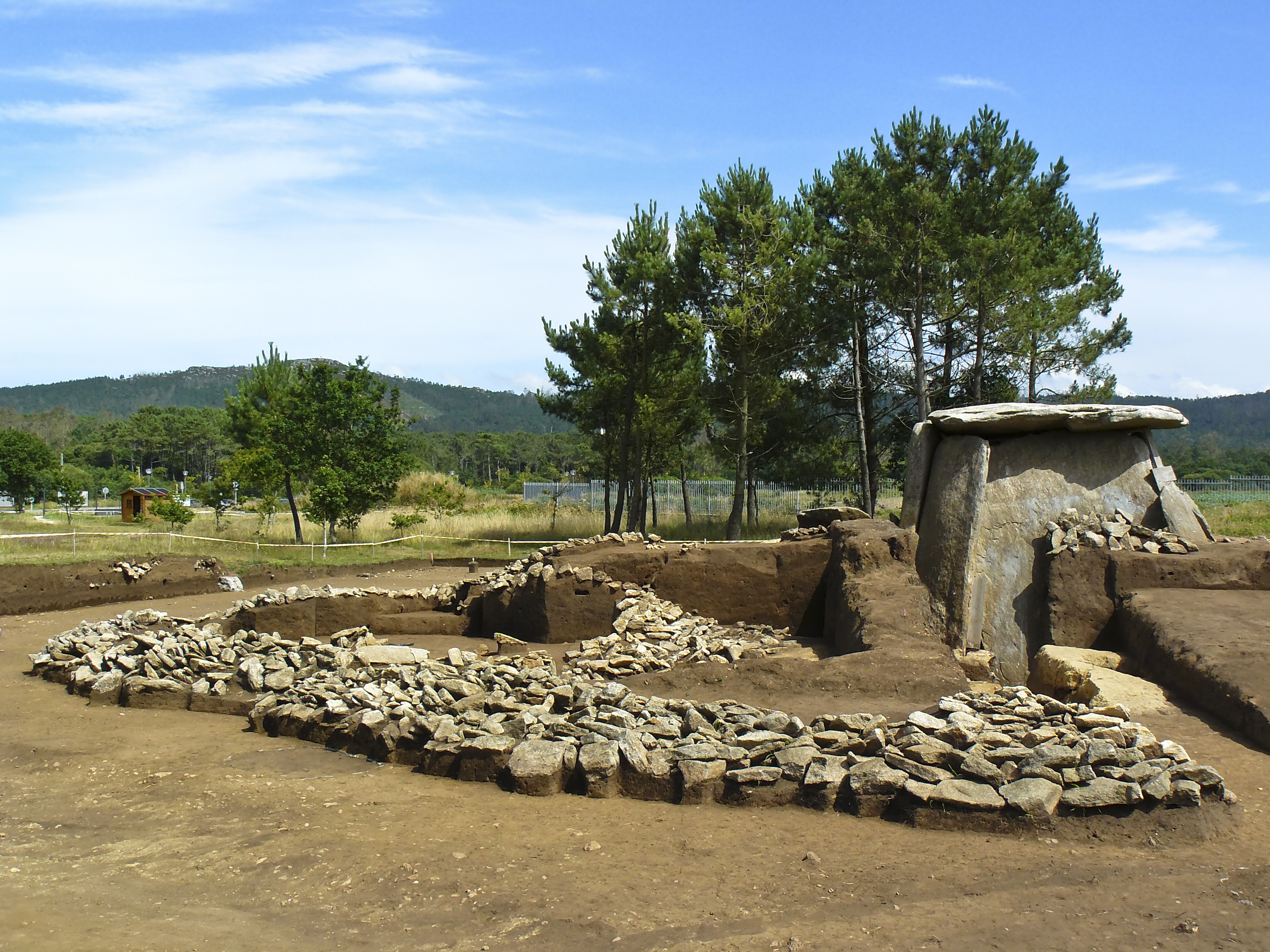
Dolmen von Dombate mit Resten des ehemaligen Tumulus Juli 2009

Der Dolmen von Dombate ist eine Megalithanlage in der spanischen Region Galicien.
Er ist ein Beispiel eines auch im angrenzenden Portugal stark verbreiteten Typs, der dort als Anta bezeichnet wird.

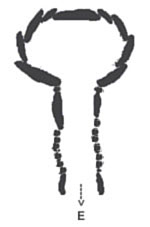
Grundriss einer „breitkammerigen“ Anta

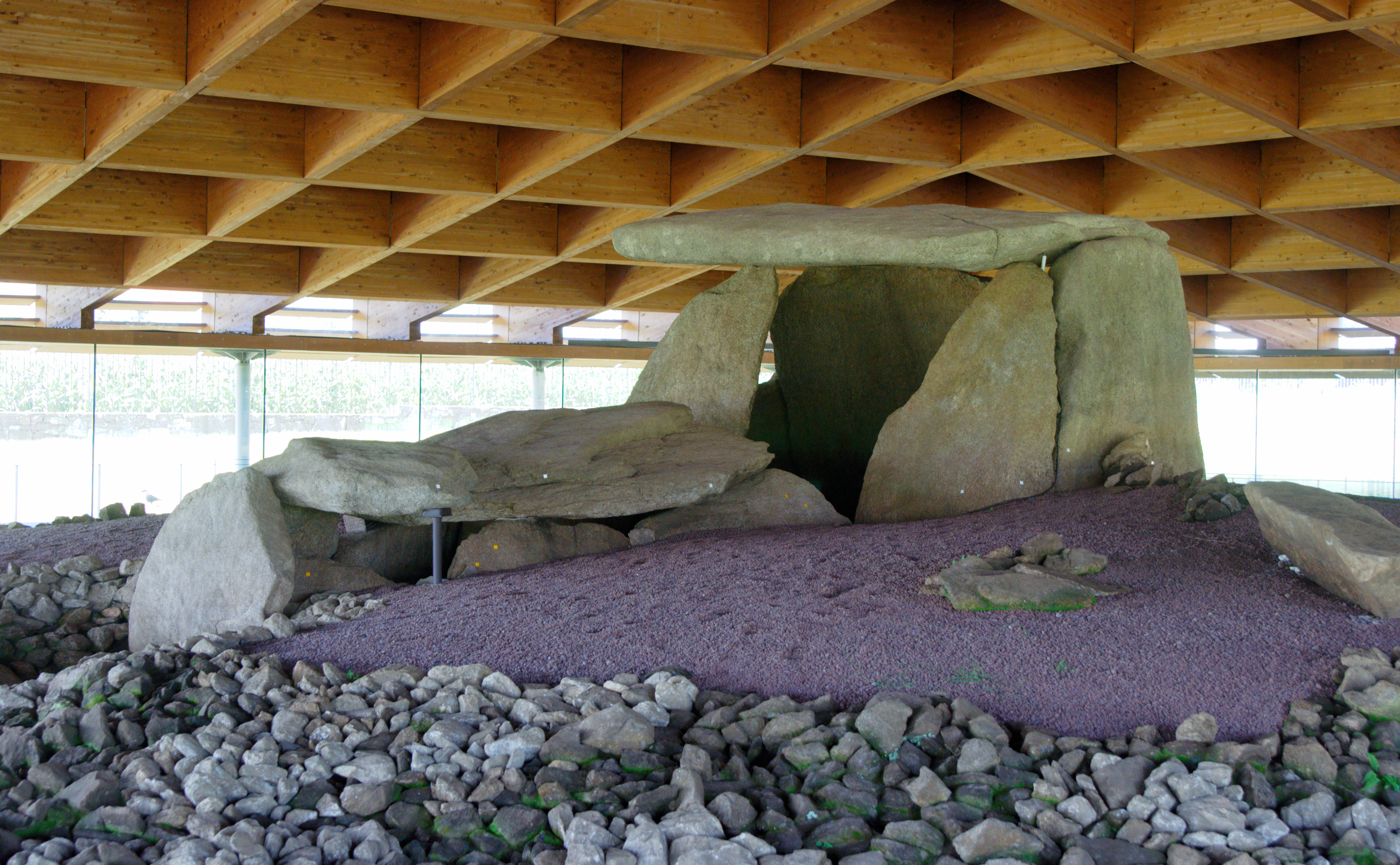
Der Dolmen in der neuen Besucherhalle

## Lage
Die kleine Ortschaft Dombate liegt etwa 60 km südwestlich der Stadt A Coruña bzw. etwa 65 km nordwestlich von Santiago de Compostela. Der Dolmen liegt links des Ortseingangs.

## Baugeschichte
Der relativ gut erhaltene Dolmen besteht aus zwei übereinander errichteten Anlagen: Der ältere Komplex von Dombate, der erst im Zuge der Ausgrabungsarbeiten an der sichtbaren Megalithanlage in den Jahren 1987 bis 1989 zu Tage kam, ist undatiert. Die Einfassung seines Hügels bildet einen Kreis von 10,5 m Durchmesser. Er scheint die zugangslose Kammer von 2,4 × 1,9 m Innenabmessung nicht völlig bedeckt zu haben. Um 3900 v. Chr. wurde der Hügel einseitig erweitert, wodurch die alte Anlage randständig wurde.

## Architektur
Die jüngere Anlage besteht nun aus einem von kleinen Randsteinen eingefassten Kreis von 24 m Durchmesser. Im neu hinzugewonnenen Teil wurde eine Anta von beachtlichen Dimensionen errichtet. Eine aus sieben Tragsteinen (Orthostaten) bestehende polygonale Kammer wird von einem besonders breiten Stirnstein (der größte in Galicien) an der Rückfront (Höhe und Breite etwa 4,7 m) dominiert und von einem ähnlich großen Stein bedeckt. Ihr Innenbereich ist eine 4,7 × 3,0 m große so genannte „Breitkammer“. Die Kammer hat einen nach Osten verlaufenden, etwa vier Meter langen Gang aus Seitensteinen mit abnehmender Höhe; der ursprünglich mit dicken Steinplatten bedeckte Gang reichte wahrscheinlich bis zur Hügeleinfassung.

## Ornamentik
Auf einigen Megalithen von Kammer und Gang sind Petroglyphen und sogar Farbreste gefunden worden, welche in Spanien einzigartig sind. Die Bilder zeigen in rötlicher Farbe mit schwarzen Punkten über einer weißlichen Basis so genannte Zick-Zack Motive.
Eine merkwürdige Steinritzung auf dem Stirnstein der Kammer, die auch in einigen anderen Dolmen im Norden Spaniens sowie in Portugal und in der Bretagne (vgl. Mané Lud und Gavrinis) zu sehen ist, stellt möglicherweise einen blasenden Wal dar (siehe Weblinks).

## Bedeutung
Der Komplex zeigt Eigenschaften, die ihn aus der großen Zahl der galicischen Megalithanlagen herausheben. Die gemachten Kleinfunde verweisen darauf, dass der Komplex zwischen 3900 und 2700 v. Chr. genutzt wurde. Später ist eine Nachnutzung durch Menschen der Glockenbecherkultur erfolgt, die sehr wahrscheinlich die Malereien mit den Zick-Zack-Mustern hinterlassen haben.

## Besucher-Anlage
Um 2010 wurde um den Dolmen zum Schutz vor Verwitterung und vor Übergriffen eine Halle und ein Besucherzentrum errichtet. Besucher können den Dolmen nun in der klimatisierten Halle von allen Seiten aus wenigen Metern Abstand betrachten. Sein Inneres jedoch ist seitdem nicht mehr zugänglich. Stattdessen wurde 2013 in der Eingangshalle der Anlage eine Nachbildung gebaut. Deren Inneres können die Besucher betreten und die Zeichnungen darin sehen. In einem kleinen Kino im Nebenraum werden Video-Präsentationen zu den Dolmen in Galicien gezeigt; außerdem wird es für Vorträge genutzt.
In der Nähe liegt der Dolmen A Fornela dos Mouros.